# LVS
O Linux Virtual Server (LVS) é uma solução de balanceamento de carga avançada para sistemas Linux. É um projeto Open Source começado por Wensong Zhang em maio de 1998. A missão do projeto é construir um servidor de alto desempenho e altamente disponível para Linux usando a tecnologia de clustering, que fornece altos níveis de escalabilidade, confiabilidade e usabilidade.
No momento, o trabalho principal do projeto LVS é desenvolver o software de balanceamento de carga avançado de IP (IPVS), o software de balanceamento de carga a nível aplicativo (KTCPVS) e componentes de gerenciamento de cluster.
- IPVS: é um software balanceador de carga avançado do IP executado dentro do Linux. O código de IPVS era já incluído no núcleo padrão 2.4 e 2.6 de Linux.
- KTCPVS : executa a carga do nível de aplicação que balança dentro do Linux, atualmente sob desenvolvimento.

Os usuários podem usar as soluções de LVS para construir serviços de rede altamente escálaveis e altamente disponíveis, tais como o serviço de midia, serviço de email. Os meios prestam serviços de manutenção e serviços de VoIP, e integram serviços de rede escaláveis em aplicações de confiança em grande escala do e-comércio ou do e-governo.
As soluções de LVS têm sido desdobradas já em muitas aplicações reais durante todo o mundo.